# Dois Irmãos (distrito)
Dois Irmãos é um distrito do município brasileiro de Toledo, no estado do Paraná.
Famílias conhecidas: Schneider, Finkler, Vogel, Wilchen, Wilhelms, Boufleuer, Scherer. Festa típica: Brüderfest, muito parecida com a Oktoberfest. O prato típico é a tripa grossa e a bebida o chopp.